# 옥천휴게소

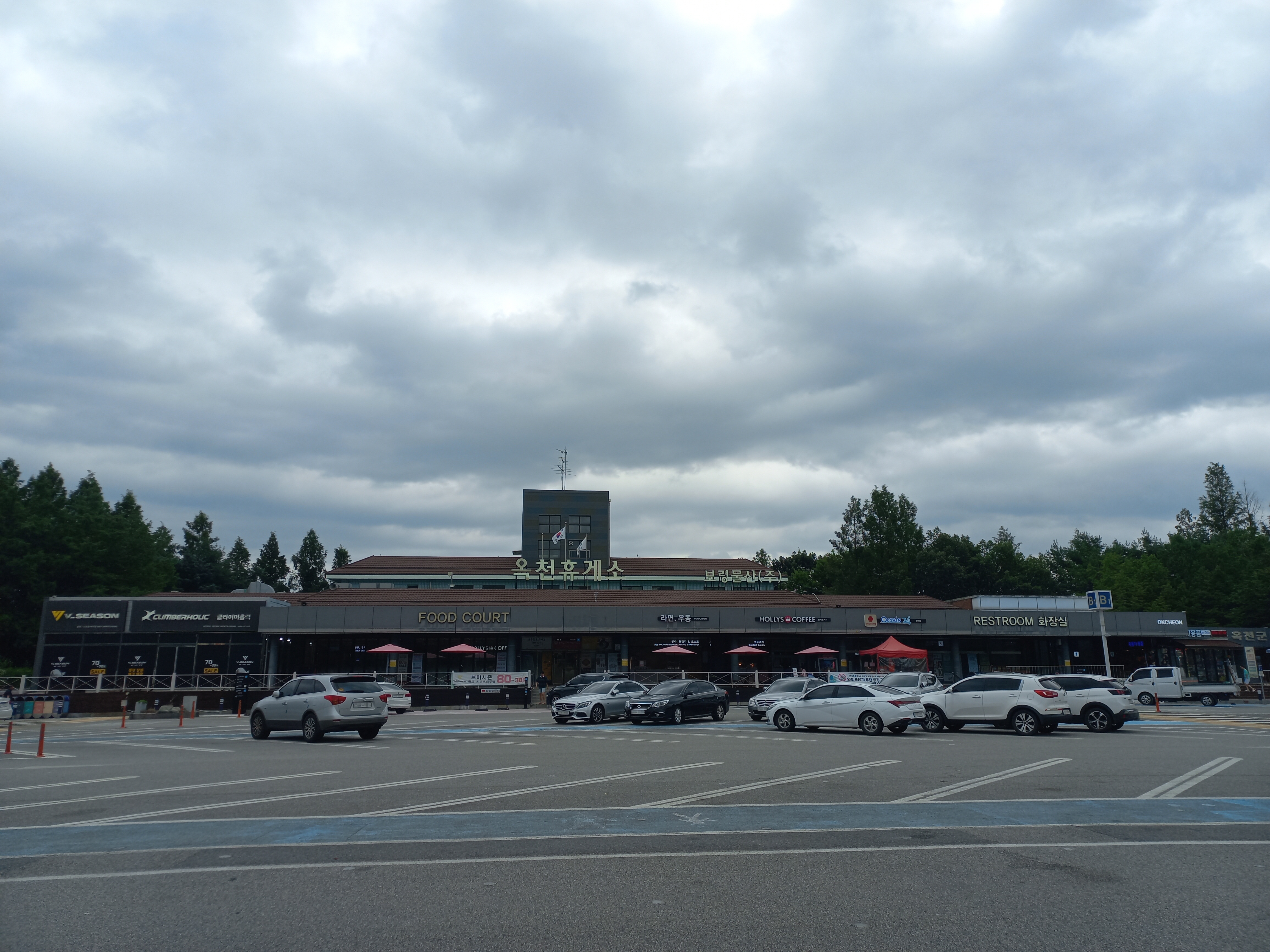
옥천휴게서 서울방향

옥천휴게소(沃川休憩所, Okcheon Service area)은 충청북도 옥천군 옥천읍 매화리에 위치한 경부고속도로의 고속도로 휴게소이다. 부산기점에서 258 km 떨어진 곳에 위치하며, 양방향 모두 휴게소가 존재한다. 서울 방향 휴게소의 주소는 충청북도 옥천군 옥천읍 옥천동이로 242-34, 부산 방향의 주소는 충청북도 옥천군 옥천읍 서대구일로 265-19이다.

## 시설

### 서울 방향
- 현금인출기
- 경정비소 : 있음
- 화물휴게소 : 없음
- 정유사 : 알뜰주유소, E1(LPG)
- 대표음식 : 한방닭곰탕
  - 북위 36° 17′ 52″ 동경 127° 35′ 57″ / 북위 36.2979093°  동경 127.5990595°

### 부산 방향
- 현금인출기
- 경정비소 : 있음
- 화물휴게소 : 있음
- 정유사 : 알뜰주유소, S-OIL(LPG)
- 대표음식 : 돌솥영양곰탕
  - 북위 36° 17′ 49″ 동경 127° 35′ 42″ / 북위 36.2969424°  동경 127.5950968°

## 다음 휴게소
상행선
- 경부고속도로 서울방향 신탄진휴게소 25km
- 통영대전고속도로 통영방면 금산인삼랜드휴게소 37km
- 호남고속도로지선 논산방면 벌곡휴게소 45km

하행선
- 경부고속도로 부산방향 금강휴게소 7.4km

## 전후
서울 방향
- 옥천 나들목 ← 옥천휴게소 ← 금강 나들목(지나감)
- 신탄진휴게소 ← 옥천휴게소 ← 금강휴게소(지나감)

부산 방향
- 옥천 나들목 → 옥천휴게소 → 금강 나들목
- 죽암휴게소 → 옥천휴게소 → 금강휴게소

## 갤러리

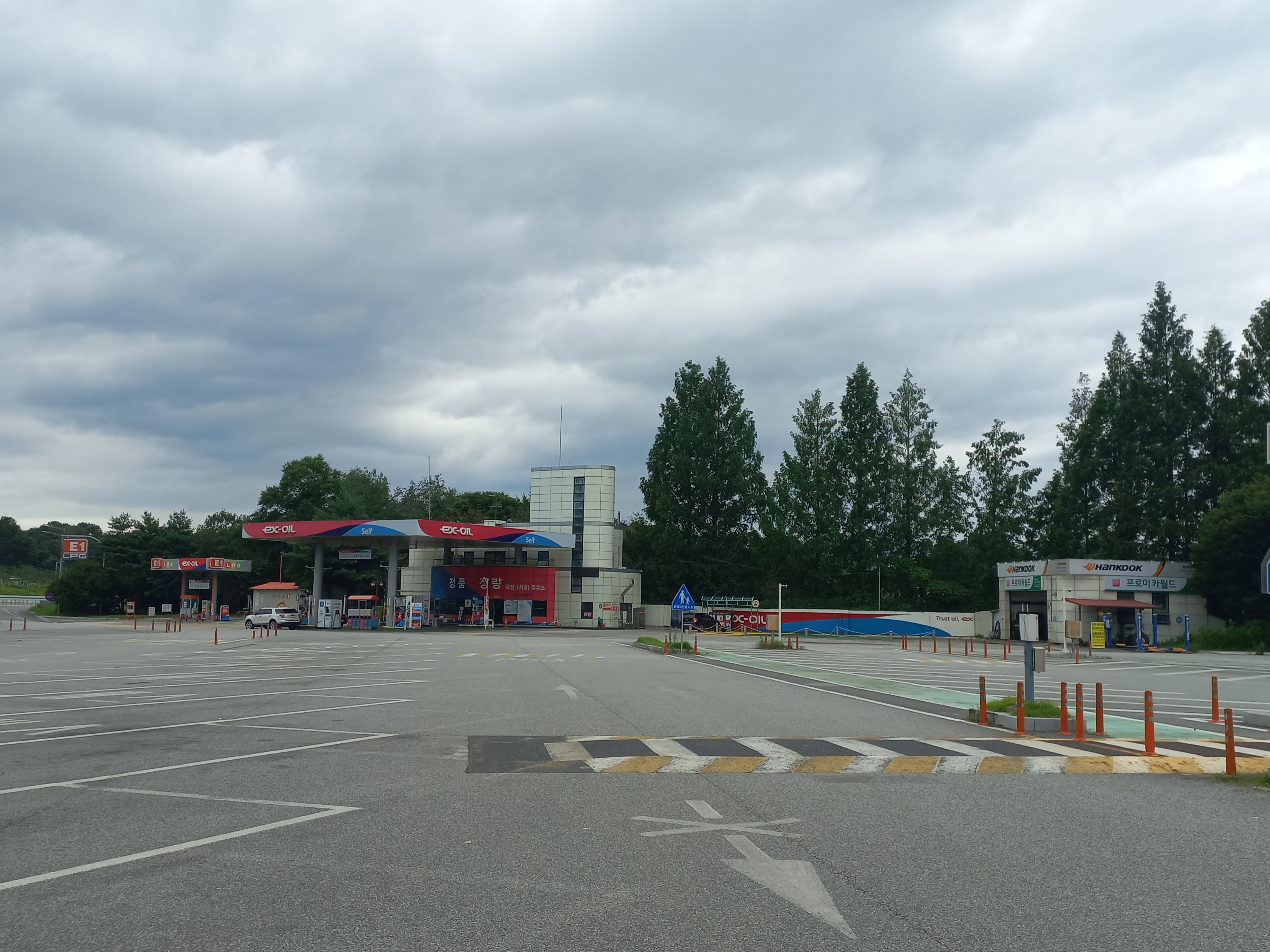
옥천휴게소 서울방향 주유소